# Cataloipus zuluensis
Cataloipus zuluensis är en insektsart som beskrevs av Sjöstedt 1929. Cataloipus zuluensis ingår i släktet Cataloipus och familjen gräshoppor. Inga underarter finns listade i Catalogue of Life.